# Paul Masson
Paul Masson (11. října 1876 – 30. listopadu 1944) byl francouzský cyklista, který získal na 1. letních olympijských hrách 1896 v Athénách tři tituly olympijského vítěze: ve sprintu na 333,3 m, v závodě na 2 km a v závodě na 10 km.
Paul Masson byl průkopníkem cyklistického sportu. Po athénské olympiádě přešel k profesionálům a změnil si své jméno na Paul Nossam (vlastní příjmení čtené pozpátku). Na profesionálním mistrovství světa 1897 získal třetí místo ve sprintu.

## Paul Masson na olympijských hrách v Athénách

### Závod na 2000 m
Závod na 2 km (někde uváděn jako sprint) se jel jako druhá disciplína pořadu cyklistických soutěží 11. dubna 1896. Na dráhu se postavili čtyři závodníci ze tří zemí. Němec Rosemeyer měl s kolem technické problémy a nespurtoval. Zvítězil Paul Masson časem 4:56,0 min před Řekem Stamatiem Nikolopoulem a svým krajanem Léonem Flamengem.

### Závod na 10 km
Závod na 10 km se jel opět na dráze a 11. dubna v něm startovalo šest závodníků ze 4 zemí. Protože okruh měřil třetinu kilometru, závod čítal třicet okruhů. Oba Francouzi, kteří byli úspěšní v předchozím závodě, se dostali do vedení i v této disciplíně. Opět zvítězil Paul Masson časem 17:54,2 s jen těsně před Flamengem, kterému naměřili shodný čas. Třetí finišoval Rakušan Adolf Schmal. Čtvrtý skončil Němec Rosemeyer, oba Řekové Konstantinidis a Kolettis měli vzájemnou kolizi a Kolettis závod pro zranění vzdal.

### Závod na 333,3 m
Závod na 333,3 m (jeden okruh na dráze) se jel také 11. dubna 1896; soutěž s touto délkou trati se jela na olympiádě poprvé a naposledy. Účastnilo se osm cyklistů a pro vítězného Paula Massona to bylo třetí vítězství v jediném dni, dosáhl času 24,0 sekundy. Za ním skončili shodným časem Stamatios Nikolopoulos z Řecka a Adolf Schmal z Rakouska, proto se tito dva závodníci znovu utkali o druhé a třetí místo. Zatímco Nikolopoulos se ve druhé jízdě zlepšil a byl celkově druhý, Schmal dosáhl času horšího než v první jízdě a obsadil třetí pozici.